# فرودگاه کونگونیاس-سائو پائولو
فرودگاه کونگونیاس-سائو پائولو (به انگلیسی: Congonhas-São Paulo Airport) (به زبان بومی: Aeroporto de São Paulo/Congonhas) یک فرودگاه همگانی مسافربری با کد یاتا CGH است که یک باند فرود آسفالت دارد و طول باند آن ۱۹۴۰ متر است. این فرودگاه در شهر سائوپائولو کشور برزیل قرار دارد و در ارتفاع ۸۰۲ متری از سطح دریا واقع شده‌است.

## شرکت‌های هواپیمایی و مقصدهای پروازی

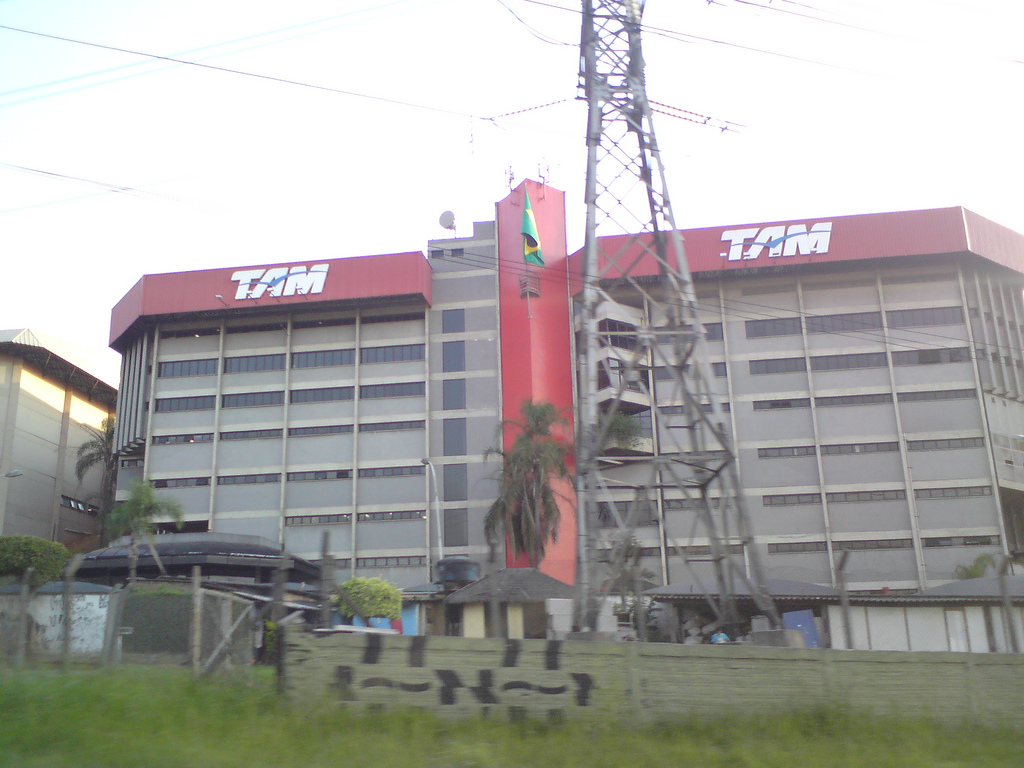
فرودگاه کونگونیاس-سائو پائولو در سال 2009

| شرکت‌های هواپیمایی     | مقصدهای پروازی |
| --------------------- | --- |
| اویانکا برزیل         | سانتا ماریا، برازیلیا، هرکیلیو لوز، پینتو مارتینز، ریو دوژانیرو گالیائو، سانتوس دومنت، دپوتادو لوئیس ادواردو مگاهاس |
| آزول برزیلین ایرلاینز | تانکردو نوس، آفونسو پنا، ایله‌وس یرگ امادو، زومی دوس پالمیراس، گریتر نیتل، سلگدو فیلهو، پورتو سگورو، ریکایف |
| گول ایر ترنسپورت      | سانتا ماریا، ول د کائس، تانکردو نوس، برازیلیا، کلداس نوواس، کامپوگرانده، کاکسیاس دو سول، مارشال روندو، آفونسو پنا، هرکیلیو لوز، پینتو مارتینز، سانتا جنووا، ایله‌وس یرگ امادو، پرزیدانت کاسترو پینتو، ژوینویلی-لئارو کارنئیرو د لویولا، زونا د ماتا رجینال، لوندرینا، زومی دوس پالمیراس، منطقه‌ای مارینگا، گریتر نیتل، مینیسترو ویکتور کوندر، پالماس، سلگدو فیلهو، پورتو سگورو، پرزیدانت پرودانت، ریکایف، ریو دوژانیرو گالیائو، سانتوس دومنت، دپوتادو لوئیس ادواردو مگاهاس، اوبرلانجه، اوریکو داگویار سالاس |
| تام ایرلاینز          | سانتا ماریا، بورو-اریلوا، تانکردو نوس، برازیلیا، کامپوگرانده، مارشال روندو، آفونسو پنا، هرکیلیو لوز، پینتو مارتینز، فوز دو ایگواسو، سانتا جنووا، ایله‌وس یرگ امادو، Jaguaruna، ژوینویلی-لئارو کارنئیرو د لویولا، لوندرینا، زومی دوس پالمیراس، گریتر نیتل، مینیسترو ویکتور کوندر، پالماس، سلگدو فیلهو، پورتو سگورو، پورتو وییو، لایت لوپژ، ریو دوژانیرو گالیائو، سانتوس دومنت، دپوتادو لوئیس ادواردو مگاهاس، ساوو جستی دو ریو پرتو، اوبرلانجه، اوریکو داگویار سالاس                                         |